# 117736 Sherrod
117736 Sherrod este un asteroid din centura principală de asteroizi.

## Descriere
117736 Sherrod este un asteroid din centura principală de asteroizi. A fost descoperit pe 4 aprilie 2005 la Vicques de Michel Ory. Asteroidul prezintă o orbită caracterizată de o semiaxă mare de 2,71 ua, o excentricitate de 0,10 și o înclinație de 16,6° în raport cu ecliptica.